# Evermannichthys spongicola
Evermannichthys spongicola är en fiskart som först beskrevs av Radcliffe, 1917.  Evermannichthys spongicola ingår i släktet Evermannichthys och familjen smörbultsfiskar. Inga underarter finns listade i Catalogue of Life.